# 寓·弍捌
22°20′07″N 114°09′32″E / 22.33530°N 114.15884°E
寓·弍捌，是位於香港深水埗的單幢住宅，樓高共26層，由華懋集團發展及管理，於2012年8月入伙。

## 歷史
寓·弍捌 前身為位於「福榮街228-232A、234號」3幢6層高的唐樓，2006年12月華懋集團成功以1.4億港元收購「福榮街228-232A號」2幢唐樓，地盤面積為6083方呎，及後至2009年華懋集團再透過田生集團成功以2千萬收購「福榮街234號」。
最終，華懋集團合併兩地，發展成單幢商住項目 －寓·弍捌，並於2011年5月開售樓花，而示範單位設於荃灣如心廣場5樓。

## 簡介
物業實際樓高26層，惟由於不設4、14及24字樓，並設有天台，故有28字樓，其中基座佔2層，地下及一樓設有2個商鋪，而二樓則為會所，其設施包括游泳池、桑拿房等，供住戶享用。
其餘23層為住宅單位 ，共設88個單位，建築面積由約450-2,000呎不等，實用率約73%，其中4伙為特色戶，而一梯有三伙或四伙。

## 商鋪
基座地下及一樓為商鋪，地舖面積約4,216方呎，而1樓面積約9,613方呎，合共約1.38萬方呎，發展商於2014年2月委託中原地產放售，意向價約2.28億元，其中若只購買1樓，意向價約1.44億元；同時接受洽租，意向每月租金約60萬元，若只租1樓則意向月租約38.5萬元。

## 附近物業
- 福榮大廈
- 金源大廈
- 潤發大廈
- 美居中心
- 聖公會聖多馬小學
- 中華基督教會協和小學 (長沙灣)
- 香港扶幼會許仲繩紀念學校
- 福榮街官立小學
- 西岸國際大廈
- 海旭閣
- 東蘭閣
- 元州邨

## 外部連結
- 寓·弍捌 官方網站